# Joanes Etxeberri Ziburukoa
Joanes Etxeberri Ziburukoa (aprox. 1580-?), escritor en lengua vasca.

## Biografía
Se desconoce su fecha de nacimiento pero teniendo en cuenta que su primer libro se publicó en el año 1627 y los estudios eclesiásticos que realizó, se suele afirmar que nació hacia 1580. Cursó sus estudios en Pau, con los jesuitas, se doctoró en teología y se convirtió en un erudito del latín. Antes de dedicarse a la literatura trabajó también en la construcción naval. 

## Obra
Escribió tres libros, todos en verso y de temática religiosa, Oihenart considera que también escribió otras tres: 
- Familiako Gutunak

- Eguneroscoa

- Hiztegia

Pero tradicionalmente se considera que no son más que partes de su obra principal Manual Devotionezcoa.
- Manual Devotionezcoa: se editó por primera vez en Burdeos, en 1627, y se volvió a publicar en 1669. Casi todo está en verso, pero se pueden encontrar algunos textos en prosa, con oraciones y ruegos. Se divide en dos partes:

-La primera (3.814 versos) explica lo que debe saber un buen cristiano.
-La segunda (4.000 versos) expone las oraciones que un cristiano puede rezar en cualquier momento.
- Noelac eta bertze kanta espiritual berriak: se editó en 1631 y fue reeditada varias veces. Contiene canciones navideñas, la vida de Jesús y capítulos sobre santos.

- Eliçara erabiltceco liburua: vio la luz en 1636 y se volvió a editar en 1665 y 1666. Según Oihenart, en ella se ven los fallos de su poesía, por ejemplo que no respeta la métrica y mezcla palabras masculinas y femeninas.

## Crítica
Era hombre de gran cultura y escribió poesía no solo en euskera, sino también en latín. Tenía a los hombres de la mar en mente a la hora de escribir su obra pues tal y como él decía era conocida la afición de los pescadores a las canciones y versos en metros populares. Es por ello por lo que escribió en metros propios del bertsolarismo, con la intención de que los pescadores cantaran y memorizaran sus versos en euskera. Con este fin utiliza recursos mnemotecnicos como las rimas pegadizas y al parecer, por las reediciones que hubo, con gran éxito.
Este autor responde con claridad a una de las preguntas que siempre ha habido en la historia de la literatura, ¿para quien debe escribir el poeta? El autor no tiene dudas, para el pueblo. 
El análisis lingüístico subraya las siguientes características:
- Refleja el plural del ergativo (nork) mediante los sufijos -ek o -ak, según lo que le pide la rima.
- Diferencia ene y neure (utiliza neure como forma reflexiva).
- Al usar la conjunción eta, sólo pone determinante al segundo término.
- En las comparaciones utiliza ecen en lugar de baino.
- Mezcla las terminaciones completivas y de relativo -ela y -ena.
- Utiliza formas de izan e izatu.

- Datos: Q9012115